# Lillian Rich
Lillian Rich (Londra, 1º gennaio 1900 – Woodland Hills, 5 gennaio 1954) è stata un'attrice inglese che lavorò negli Stati Uniti.

## Biografia
Nata in Inghilterra il primo giorno del Novecento, esordì sullo schermo nel 1919, in The Day She Paid, un film dell'Universal diretto da Rex Ingram.
Nella sua carriera, durata fino al 1940, girò sessantasei film. Fino alla prima metà degli anni venti, lavorò con alcuni dei più famosi registi dell'epoca, tra cui William Desmond Taylor, Cecil B. DeMille, Jack Conway, George Melford. Prese parte a film di ogni genere, dal western ai melodrammi fino alle comiche con Stan Laurel e alle commedie. 
Negli anni trenta, i suoi furono ruoli minori. La sua ultima partecipazione a una pellicola risale al 1940, dove ha un piccolo ruolo in Dr. Kildare's Crisis, uno dei film della serie del dottor Kildare con Lionel Barrymore.
Morì in California, a Woodland Hills, il 5 gennaio 1954. Venne sepolta al Pierce Brothers Valhalla Memorial Park Cemetery di North Hollywood.

## Filmografia
La filmografia è completa. Quando manca il nome del regista, questo non viene riportato nei titoli
- The Day She Paid, regia di Rex Ingram (1919)
- One Hour Before Dawn, regia di Henry King (1920)
- The Red Lane, regia di Lynn Reynolds (1920)
- Felix O'Day, regia di Robert Thornby (1920)
- Half a Chance, regia di Robert Thornby (1920)
- Dice of Destiny, regia di Henry King (1920)
- The Sage Hen, regia di Edgar Lewis (1921)
- The Blazing Trail, regia di Robert Thornby (1921)
- Beyond, regia di William Desmond Taylor (1921)
- Go Straight, regia di William Worthington (1921)
- Her Social Value, regia di Jerome Storm (1921)
- The Millionaire, regia di Jack Conway (1921)
- The Ruse of the Rattler, regia di James P. Hogan (1921)
- Man to Man, regia di Stuart Paton (1922)
- The Bearcat, regia di Edward Sedgwick (1922)
- Afraid to Fight, regia di William Worthington (1922)
- The Kentucky Derby, regia di King Baggot (1922)
- One Wonderful Night, regia di Stuart Paton (1922)
- Catch My Smoke, regia di William Beaudine (1922)
- The Man from Wyoming, regia di Robert N. Bradbury (1924)
- The Love Master, regia di Laurence Trimble (1924)
- The Phantom Horseman, regia di Robert N. Bradbury (1924)
- Never Say Die, regia di George Crone (1924)
- Empty Hearts, regia di Alfred Santell (1924)
- Cheap Kisses, regia di John Ince e Cullen Tate (1924)
- Soft Shoes, regia di Lloyd Ingraham (1925)
- Il letto d'oro (The Golden Bed), regia di Cecil B. DeMille (1925)
- A Kiss in the Dark, regia di Frank Tuttle (1925)
- Seven Days, regia di Scott Sidney (1925)
- The Love Gamble, regia di Edward LeSaint (1925)
- Simon the Jester, regia di George Melford (1925)
- Ship of Souls, regia di Charles Miller (1925)
- Braveheart di Alan Hale (1925)
- Whispering Smith, regia di George Melford (1926)
- The Isle of Retribution, regia di James P. Hogan (1926)
- The Golden Web, regia di Walter Lang (1926)
- Dancing Days, regia di Albert H. Kelley (1926)
- On the Front Page, regia di James Parrott (1926)
- Exclusive Rights, regia di Frank O'Connor (1926)
- Wanted: A Coward, regia di Roy Clements (1927)
- God's Great Wilderness, regia di David Hartford (1927)
- Snowbound, regia di Phil Goldstone (1927)
- Woman's Law, regia di Dallas M. Fitzgerald (1927)
- Web of Fate, regia di Dallas M. Fitzgerald (1927)
- That's My Daddy, regia di Fred C. Newmeyer e Reginald Denny (1927)
- The Forger, regia di G.B. Samuelson (1928)
- The Old Code, regia di Ben F. Wilson (1928)
- High Seas, regia di Denison Clift (1929)
- The Eternal Triangle (1930)
- Red Pearls, regia di Walter Forde (1930)
- Grief Street, regia di Richard Thorpe (1931)
- Morals for Women, regia di Mort Blumenstock (1931)
- Once a Lady, regia di Guthrie McClintic (1931)
- The Devil Plays, regia di Richard Thorpe (1931)
- Mark of the Spur, regia di J.P. McGowan (1932)
- Two Lips and Juleps; or, Southern Love and Northern Exposure, regia di Edward Sloman (1932)
- Free Wheeling, regia di Robert F. McGowan (1932)
- Birthday Blues, regia di Robert F. McGowan (1932)
- A Lad an' a Lamp, regia di Robert F. McGowan (1932)
- Quando una donna ama (Riptide), regia di Edmund Goulding (1934)
- Sprucin' Up, regia di Gus Meins (1935)
- Voglio essere amata (She Married Her Boss), regia di Gregory La Cava (1935)
- The Girl Friend, regia di Edward Buzzell (1935)
- Dangerous Intrigue, regia di David Selman (1936)
- Dopo Arsenio Lupin (Arsène Lupin Returns), regia di George Fitzmaurice (1938)
- Dr. Kildare's Crisis, regia di Harold S. Bucquet (1940)

### Film o documentari dove appare Lillian Rich
- The Voice of Hollywood No. 7 - sé stessa (non accreditata) (1930)
- The Voice of Hollywood No. 10 - voce, sé stessa (non accreditata) (1930)